# هالجريمور بيتورسون
هالجريمور بيتورسون (1614 - 27 أكتوبر 1674) هو شاعر وقسيس آيسلندي، يطلق عليه أحياناً باول جرهارد الآيسلندي.

## وصلات خارجية
- هالجريمور بيتورسون على موقع الموسوعة البريطانية (الإنجليزية)
- هالجريمور بيتورسون على موقع ميوزك برينز (الإنجليزية)